# Hellmut Schmeißer
Hellmut Schmeißer (* 15. Februar 1915; † 1965) war ein deutscher Fußballspieler. Für den SV Dessau 05, die Stuttgarter Kickers und den Hamburger SV spielte er im Erstligafußball. Später war er im Amateurfußball als Trainer tätig.
Schmeißer kam 1937 vom zweitklassigen 1. SV Gera zum Gauligavertreter SV Dessau 05. Mit den Dessauern wurde er zwischen 1937 und 1944 sechsmal Meister der Gauliga Mitte und nahm ebenso oft an der Endrunde um die deutsche Meisterschaft teil. Dabei bestritt er meistens als Mittelstürmer alle 22 Endrundenspiele des SV 05. Siebenmal war er als Endrundentorschütze erfolgreich. 1943 wurde er vom Reichstrainer Sepp Herberger zu einem Vorbereitungslehrgang der Nationalmannschaft für das im April des Jahres geplante Länderspiel in Spanien eingeladen. Wegen der Ausrufung des „totalen Krieges“ durch die deutschen Nationalsozialisten wurde jedoch bis zum Ende des Zweiten Weltkrieges von Deutschland keine Länderspiele mehr ausgetragen.
In der Gauauswahl Mitte absolvierte er im Reichsbundpokal von 1935 bis 1941 acht Spiele.
Nach Kriegsende war Schmeißer jeweils kurzzeitig beim Berliner SV 92 und der Sport-Union Dessau aktiv. 1947 siedelte er nach Stuttgart über und schloss sich dort den Stuttgarter Kickers an. Kurz vor Ende der Saison 1946/47 bestritt er mit den Kickers noch vier Punktspiele in der Oberliga Süd. Dabei bewies er seine Torgefährlichkeit mit acht Treffern. Von den 38 Punktspielen der Saison 1947/48 absolvierte Schmeißer 22 Begegnungen und erzielte elf Tore. Die Kickers belegten im Süden hinter Meister 1. FC Nürnberg und 1860 München den dritten Rang und erzielten mit 113:58 Toren ein herausragendes Torverhältnis. Zu den Torschützen zählten noch Kurt Lauxmann (26), Edmund Conen (18), Siegfried Kronenbitter (13), Günter Sosna (11) und Reinhard Schaletzki mit acht Treffern. 
Nach einer vorzeitigen Trennung von den Kickers wurde zunächst sein Wechsel zum TSV Goslar gemeldet. Statt dort landete der 33-jährige Schmeißer zur Saison 1948/49 beim Hamburger SV, nachdem dieser „die Verpflichtungen, die der Spieler in Stuttgart hinterlassen hatte, abdeckte“. Für den Verein bestritt er in der Oberliga Nord 20 der 22 ausgetragenen Punktspiele und war viermal als Torschütze erfolgreich. Mit dem HSV wurde er norddeutscher Meister und wurde als Mittelstürmer in einem der zwei Endrundenspiele um die Deutsche Meisterschaft eingesetzt. 1949/50 schloss sich Schmeißer der SVA Gütersloh an, wo er in der Bezirksklasse nach einem Jahr seine Laufbahn als Fußballspieler beendete.
In den folgenden Jahren arbeitete Schmeißer als Fußballtrainer. Zunächst blieb er bis 1952 bei seinem bisherigen Verein Arminia Gütersloh. Anschließend wandte er sich dem Saarland zu und übernahm das Traineramt beim Aufsteiger in die 2. Oberliga Südwest Sportfreunde 05 Saarbrücken. Unter seiner Leitung stieg die Mannschaft 1954 in die Oberliga Südwest auf. In der Oberligasaison 1954/55 stellte sich Schmeißer für neun Spiele selbst auf, konnte aber den sofortigen Wiederabstieg nicht vermeiden. Für ein Jahr trainierte er 1955/56 den nord-badischen Amateurligisten ASV Durlach.